# 환상곡
환상곡(幻想曲, 이탈리아어: fantasia, 영어: fantasy)은 악곡의 형식의 하나로, 대체로 즉흥적인 성향을 띈다. 형식적 제약을 받지 않고 몽상적인 기분이나 로맨틱한 환상을 표현한 소품곡이다.
시대에 따라 여러 가지로 양상을 바꾸고 있지만, 당시의 작곡자가 자신에게 적합한 형식으로 환상을 추구한 곡이라고 할 수 있다. 바로크 시대에 본격적으로 등장한 것으로, 그 당시에는 푸가 풍의 것이 애호되었으나 한편 그렇지 않을 때에도 푸가를 계승하는 일이 많았다. 바흐의 오르간이나 클라비어곡에는 바로크 시대의 환상곡의 좋은 예가 있다. 
고전파 시대에서는 소나타 형식의 것이 많아졌지만 매우 자유로운 형식으로 된 것도 있었다. 예를 들면 모차르트의 〈다단조 피아노곡〉(K396)은 소나타 형식이며 또 다른 하나의 〈다단조 피아노곡〉(K475)은 접속곡풍이다. 
낭만파 시대에 들어서는 자기환상을 자유롭게 추구하는 것을 좋아했기 때문에 환상곡이 많이 작곡되었다. 그리고 다악장 구성에 가까운 것도 나타났다. 슈베르트의 피아노용 《유랑인의 환상곡》이나 슈만의 《환상곡》은 그 좋은 예이다. 한편 소품을 모은 슈만의 《환상소품집》이라고 하는 것과 같은 것도 나왔다. 그리고 근대에 이르러서는 환상곡은 점차로 모습을 감추고 있다.

## 같이 보기
- 카프리치오
- 분류:환상곡
- 리체르카레

## 참고 문헌
- 이 문서에는 다음커뮤니케이션(현 카카오)에서 GFDL 또는 CC-SA 라이선스로 배포한 글로벌 세계대백과사전의 내용을 기초로 작성된 글이 포함되어 있습니다.